# Compact 100 mm
Il cannone navale francese Creusot-Loire Compact da 100 mm è un'arma discendente di una serie di armi simili del secondo dopoguerra, e passata attraverso molte versioni. Nella sua forma degli anni settanta esso era un'arma da ben 60 colpi al minuto ed utilizzava proiettili da 13 kg con gittata di 13 km (6 km contraerei). La sua ultima evoluzione comprende impianti che pesano solo 17 tonnellate piuttosto che 21 (lo stesso peso degli Mk 45 statunitensi). Esiste infine un modello perfezionato, che consente 80 colpi al minuto e dotato di torretta stealth.
Troppo grande per le corvette, è ideale per le fregate e più in generale per le navi tra le 1500 e le 3000 tonnellate.